# Вейк-бей-Дюрстеде
Вейк-бей-Дюрстеде (нід. Wijk bij Duurstede, нід. вимова: [ˈʋɛiɡ bɛi ˈdyːrsteːdə] ( прослухати)) — місто і муніципалітет у Нідерландах, у провінції Утрехт.

## Населені пункти муніципалітету
Крім безпосередньо міста Вейк-бей-Дюрстеде, до складу однойменного муніципалітету входять такі населені пункти.
Села
- Котен
- Лангбрук

Селища
- Дварсдейк
- Ден-Орд
- Санденбург

## Топографія
Нідерландська топографічна карта муніципалітету Вейк-бей-Дюрстеде, 2013.

## Визначні мешканці
- Рорик Ютландський (прибл. 810 — прибл. 880) — данський конунґ на службі в Каролінгів
- Дірк ван Бабюрен (прибл. 1595—1624) — голландський живописець 17-го століття
- Дірк Фок (1858—1941) — нідерландський політик, міністр колоній

## Галерея

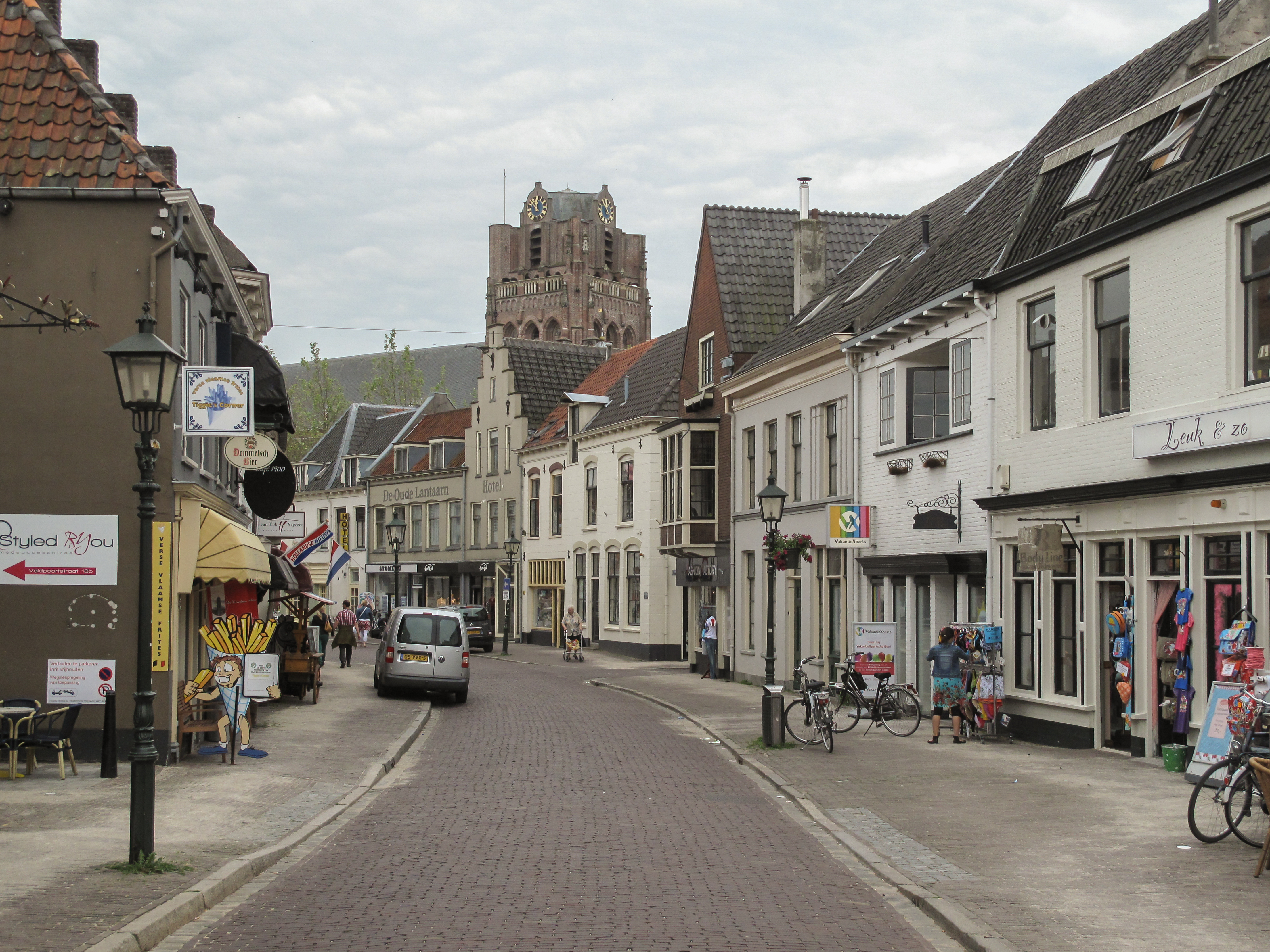
Вулиця міста
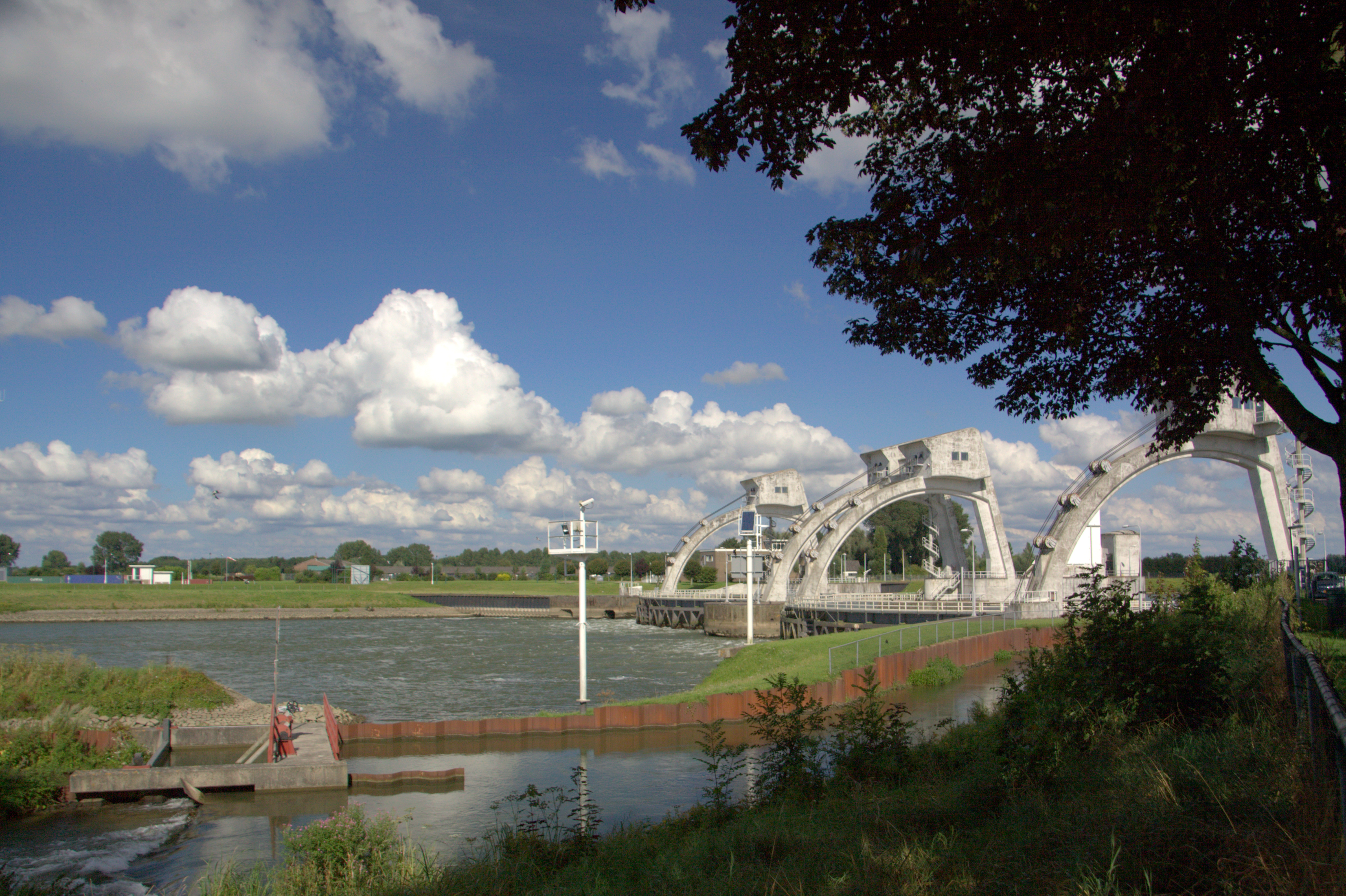
Річка Лек поблизу міста
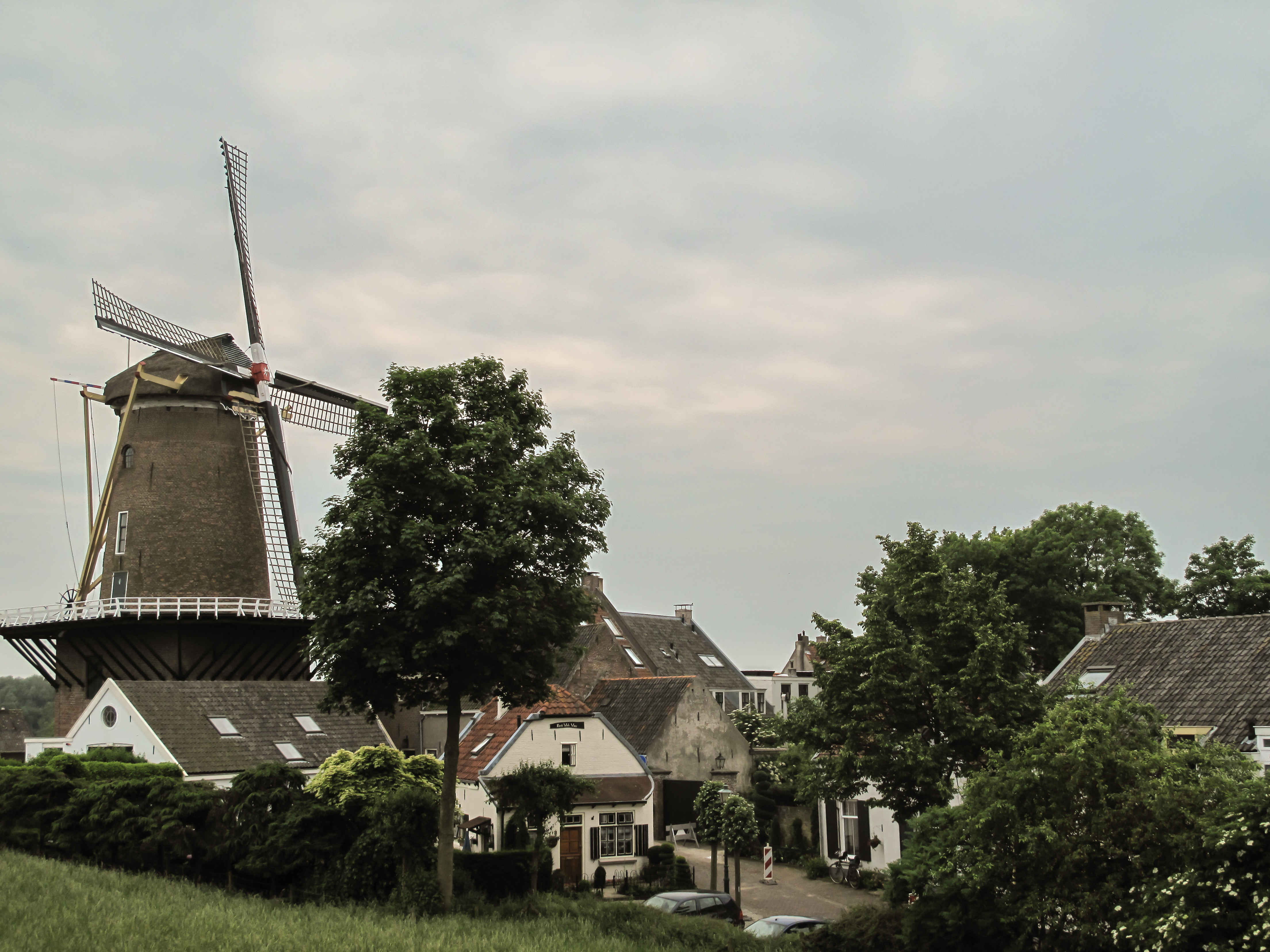
Вітряк
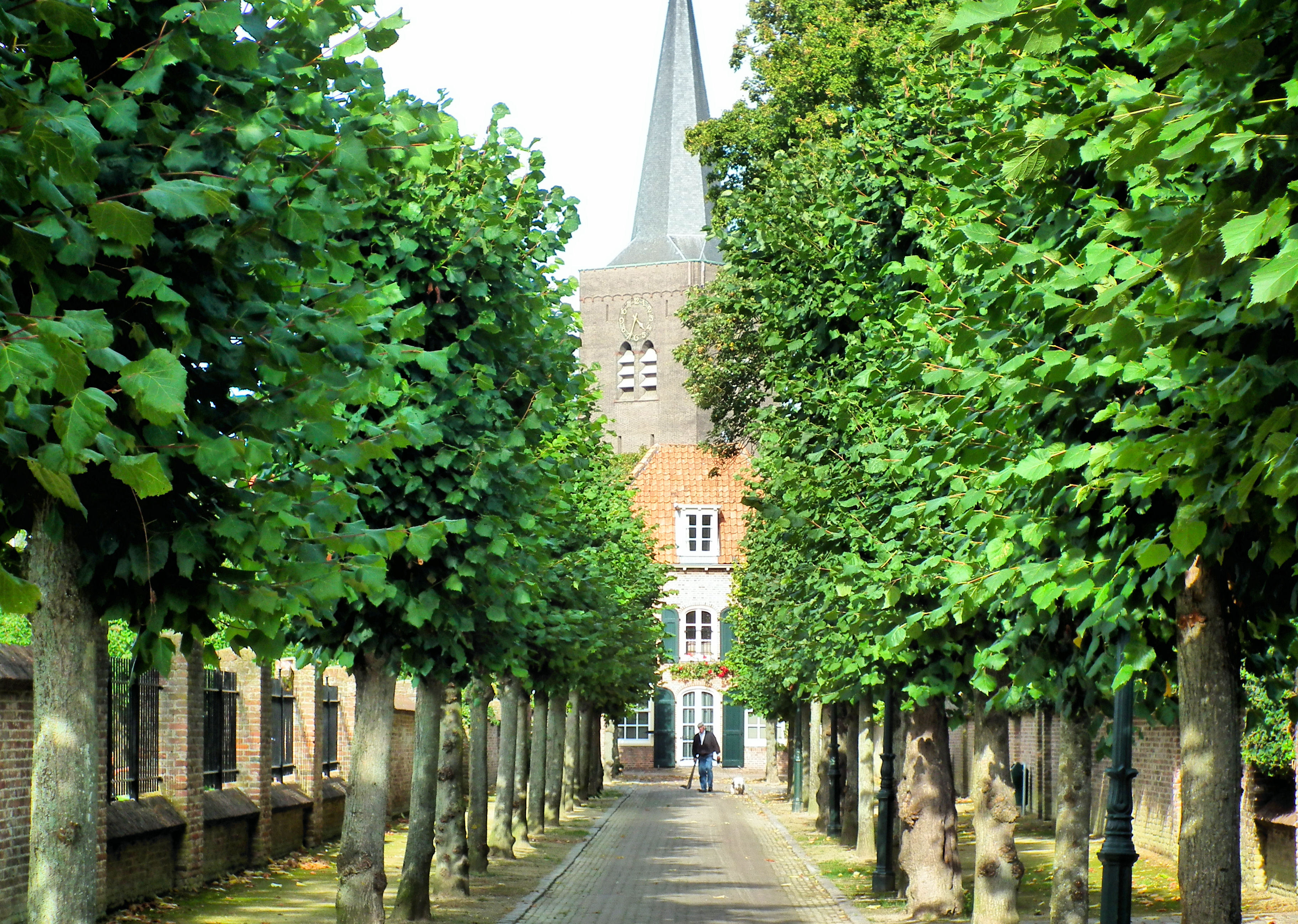
Вейк-бей-Дюрстеде
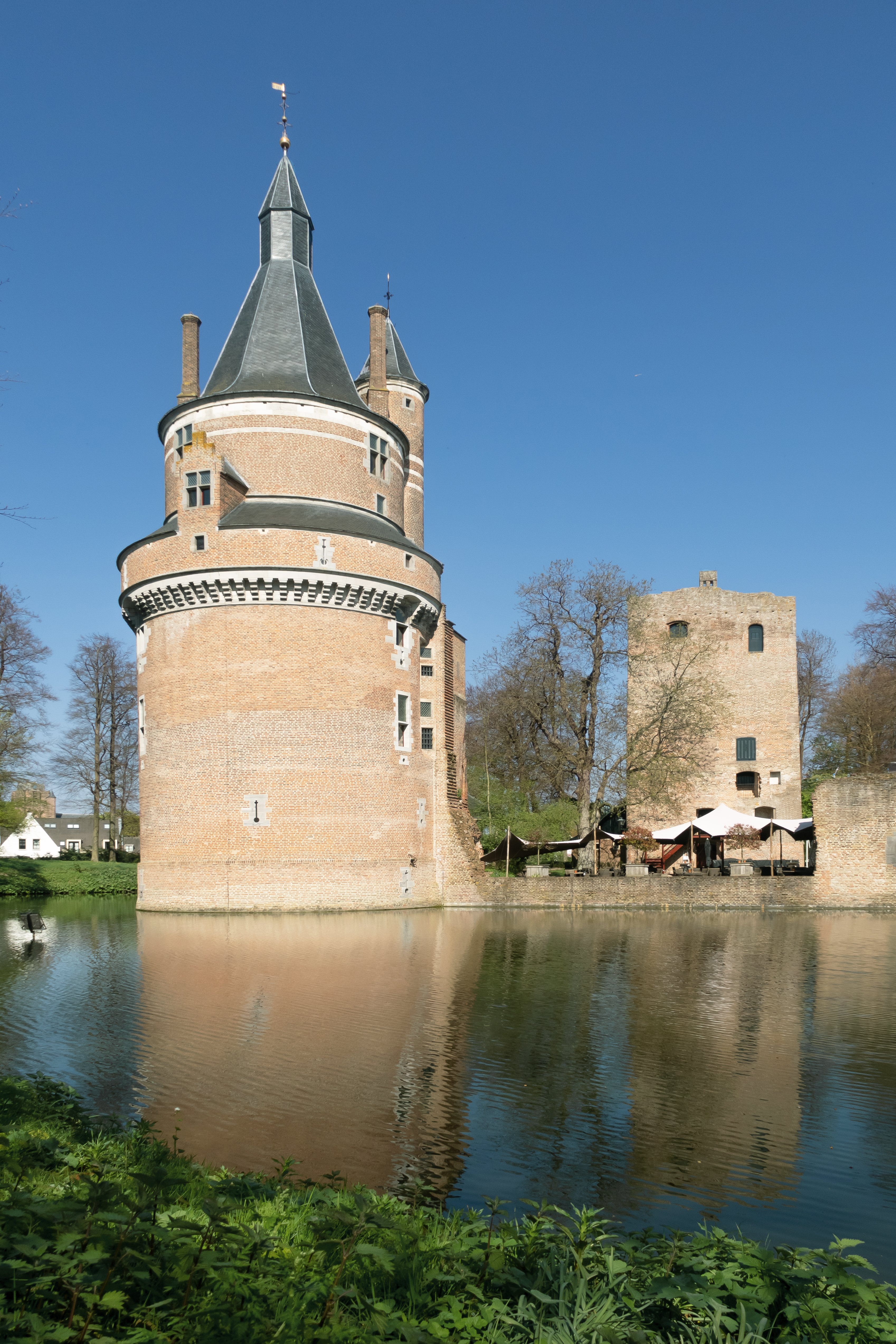
Замок у місті
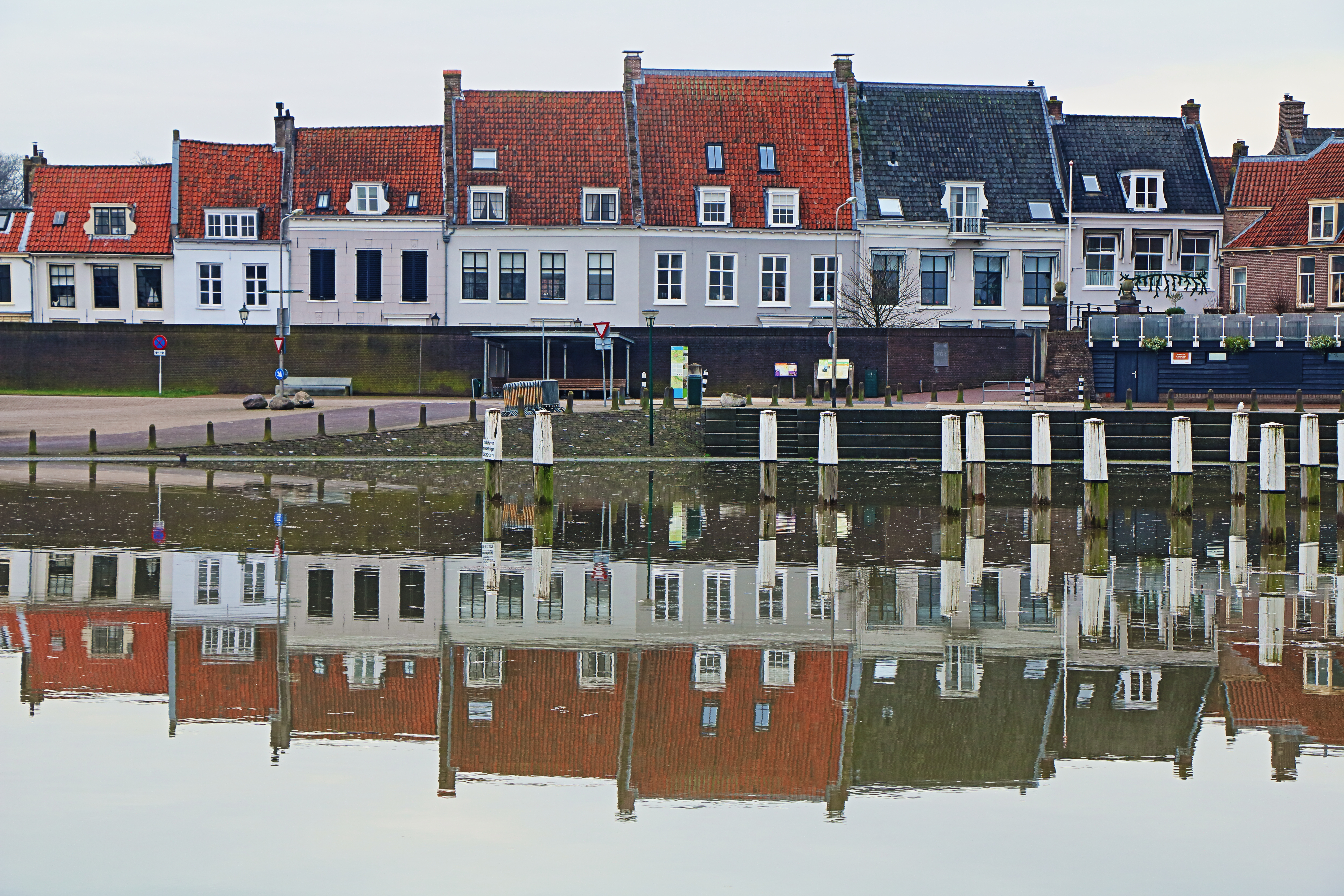
Міська гавань